# Slotsarkitekt Thorvald Jørgensen paa Christianborg Slots Stilladser
Slotsarkitekt Thorvald Jørgensen paa Christianborg Slots Stilladser er en dansk stumfilm fra 1913 med ukendt instruktør.

## Handling
Der indledes med en optagelse fra taget af Christiansborg Slot, der er under opførsel. Kameraet panorerer henover udsigten til Holmens Kirke og Børsen, før det stopper ved slottets arkitekt Thorvald Jørgensen og fire andre mænd, der står oppe på et stillads. De holder en plan, mens de diskuteres og peger på forskellige ting. En sjette mand kommer til bagfra. I næste optagelse bevæger Thorvald Jørgensen sig gennem nogle stenhuggere, der arbejder ved en af søjlegallerierne ved Christiansborg Ridebane. Han stopper op og taler lidt med en af dem, før han går videre. I den sidste optagelse går han gennem slotsgården, hvor omfattende stilladser og to store søjler ses i baggrunden. Han møder en håndværkerformand (eller en mester) og de taler lidt sammen. Til slut hilser de på hinanden og går hver til sit.